# 城际2型列车 (德国铁路)

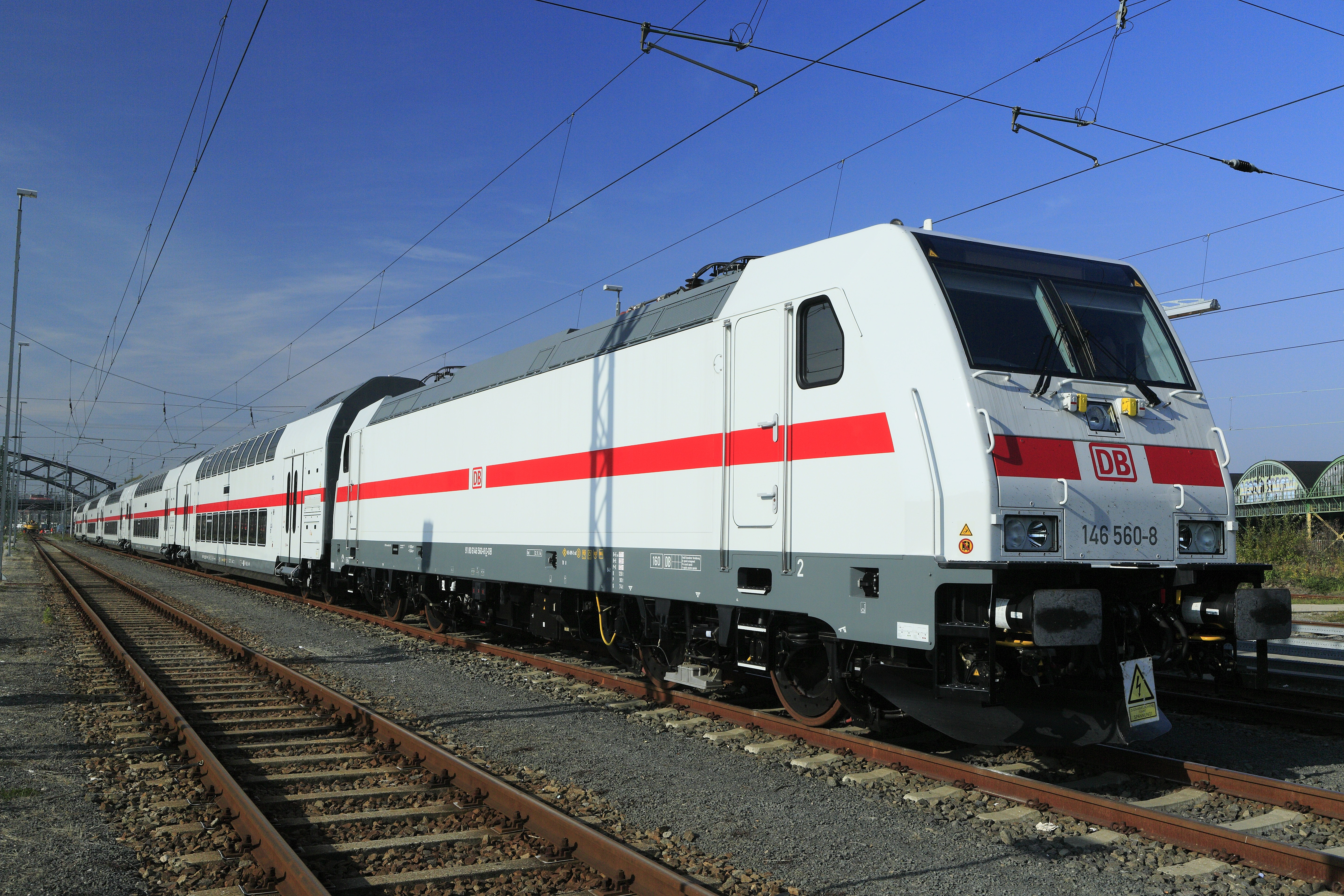
由庞巴迪Twindexx车辆及其本务机车组成的IC2

城际2型列车（英語：Intercity 2）简称IC2，是德铁长途运输以双层列车组成的一款城际列车车辆，自2015年12月起投入营运。

## 庞巴迪Twindexx

### 订购及交付

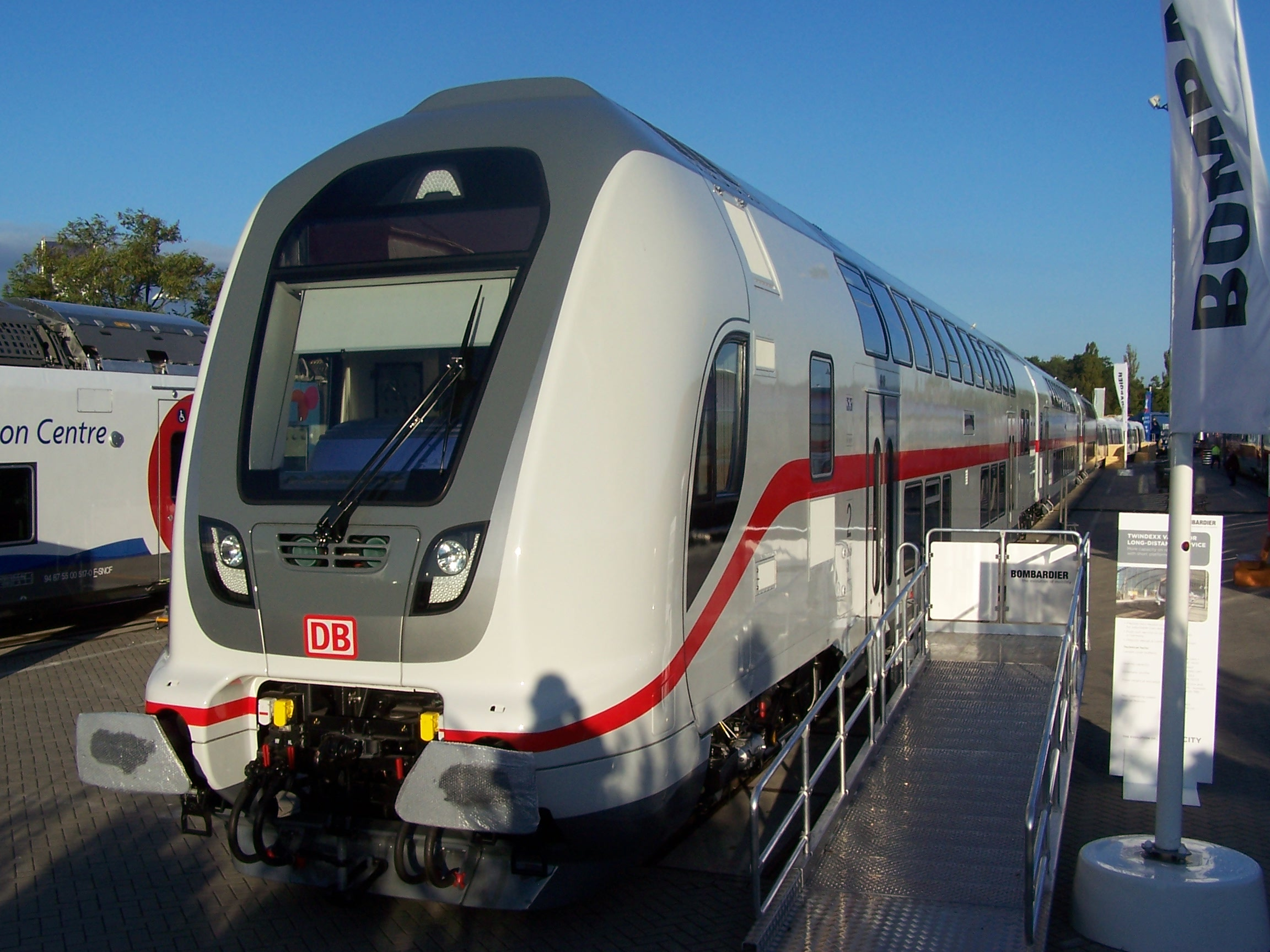
IC2的控制车在2014年柏林轨道交通展

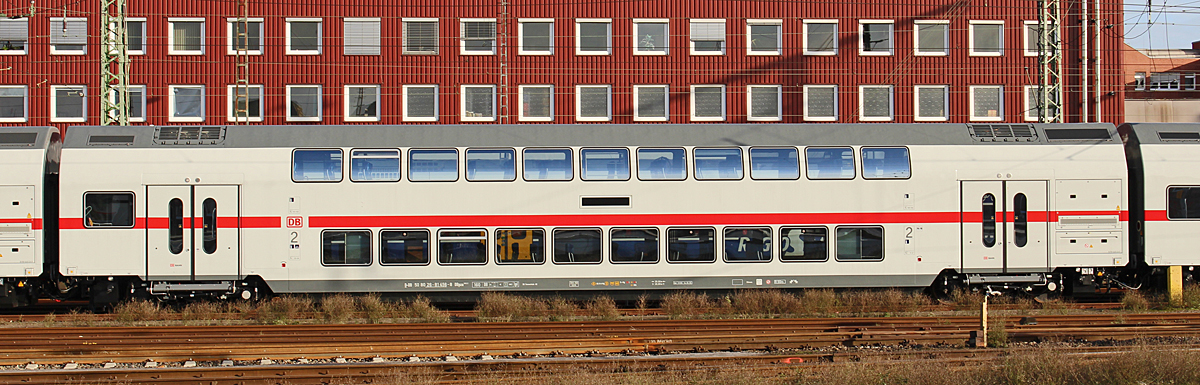
二等座双层车厢（DBpza 682.2）

由于既有的机车车辆日益过时，德国铁路于2011年决定用双层列车补充其城际列车（IC）车队。为了在短期内实现这一目标，德铁使用了基于庞巴迪Twindexx平台、原本是为德铁区域设计的双层车厢选项，并从庞巴迪订购了这些车厢的变体和机车，以满足长途运输的要求。2011年发包予庞巴迪运输的合同价值估计为3.62亿欧元。一列5节车厢加一台146.5型本务机车的造价为1,700万欧元。
第一节车厢在2014年的柏林轨道交通展上向公众展出。第一列原型车则于2014年秋季在柏林和莱比锡展出。它招致了许多批评，例如行李空间太小、座位不太舒服，或者不设快餐车或餐车。
根据2011年的计划，首列双层客车应在2013年投入使用，但这个日期已不断推迟。庞巴迪辩称交付延误是由于需要通过德国联邦铁路局的适航审批，在此背景下，德国铁路已多次要求其提供额外证据。直至2015年7月，双层客车才开始在杜塞尔多夫和莱比锡等多个车站展出。联邦铁路局于2015年9月批出适航证，之后将车辆移交给德铁长途运输，并开始人员培训。截至2017年1月，庞巴迪共交付了25组列车。而原计划是在2013年底前交付首批27组列车。
2013年9月，德国铁路又订购了17组双层IC列车，订单价值为2.93亿欧元。在从斯图加特至瑞士的路线上，这些列车将暂时由146型机车牵引，自2019年开始则使用适配瑞士通行能力的147型机车，但这并没有实现。
2017年3月底，德国铁路再次订购了25组双层IC列车。2020年1月，德铁长途运输因软件问题拒绝接收第第二批次第二部分的25组列车。
| 订购   | 投入使用              | 控制车 | 中部车 | 总计 |
| ------ | --------------------- | ------ | ------ | ---- |
| 2011年 | 2015年12月－2016年3月 | 27     | 108    | 135  |
| 2013年 | 2018年12月            | 17     | 68     | 85   |
| 2017   | 2019年                | 25     | 100    | 125  |

### 结构与技术参数
不含机车的IC2列车编组长度为134.50米，它由五节车厢组成：除了控制车（“服务车厢”，DBpbzfa 668.2型，序列号1）外，还有3节二等座中部车厢（DBpza 682.2型，序列号2－4）和一节一等座中部车厢（DApza 687.2型，序列号5）。每组列车都由基于庞巴迪TRAXX平台、速度为160公里/小时的电力机车牵引，根据不同的配置，它们可使用146型、147型或TRAXX 3型。
IC2列车的最高速度为160公里/小时。德国铁路最初的目标是后续批准最高速度至185公里/小时。但根据该公司的说法，由于IC2几乎不会用于最高速度超过160公里/小时的路线，因此潜在的时间优势将是微不足道的，故而没有进一步追求。此外，由于ETCS的要求，更高速度的审批成本也很高，并且双层列车本身还存在能耗和侧风敏感性等问题。具有中等速度的低成本IC2列车可以负担得起长途运输的维护成本并将其扩展到乡郊路线；而在高速路线上，使用具有更高速度的ICE动车组会更高效。
列车共设468个座位，其中包括70个一等座和6个折叠式座椅。共有9个泊位可供携带自行车，其中控制车有6个、其它3节二等座车各有1个。此外，列车还提供头垫、脚踏板、支持LTE技术的移动信号放大器和电源插座。WLAN系统也自2019年起被集成至IC2列车内。
根据德铁的信息介绍，“可能”计划对车载餐厅进行改造，但没有实施。取而代之的是在线路的各区间提供送餐到座服务。乘务员以“IC Café”的名义为乘客提供冷热饮料、小吃和烘焙食品。这项服务最初由汉莎航空子公司汉莎天厨实施，自2021年年冬季运行图调整以来则改由德铁长途运输接管。
控制车的乘降门净宽为1,300毫米，中部车厢则为1,800毫米。在55厘米的站台上，轮椅使用者可以通过间隙踏板无障碍进出控制车，对于38至76厘米的站台高度，列车则提供坡道。因此，只有从下层才能无障碍且水平地进入控制车。那里同时还设有无障碍厕所。上层并非无障碍环境，需要走两段楼梯才能到达，那里设有座椅和儿童游乐区。在所有的中部车厢（包括唯一的一等座车厢）上车时始终需要爬楼梯，下层和上层的所有座位只能通过入口区域的另一座楼梯到达。车厢的入口处宽约1.90米，中部车厢的扶手会将入口分为两部分。二等座提供820毫米的膝部间距，一等座则提供910毫米的膝部空间。
相较于以往使用的单层车辆，双层车厢的结构导致了一些限制。由于车内高度较低和与净空相关的弯折部，在座椅上方只能安装小型行李架，故而无法放置大件行李。同样是出于空间原因，空调系统的风道也必须沿着车内足部区域的墙壁布线，这严重限制了靠窗座椅的脚部空间。第一批次的IC2列车使用146.5型机车牵引，它们主要用于下萨克森州内以及前往德累斯顿和莱比锡的路线。第二批次的本务机车为147.5型，这17组列车的主要运用范围在巴登-符腾堡州。列车将配备ETCS用于通往瑞士的班次，但制造商并未获得瑞士当局的批准。
根据德国铁路发布的数据，IC2列车的里程成本为每公里18欧元，而旧的客运列车每公里成本为25欧元。

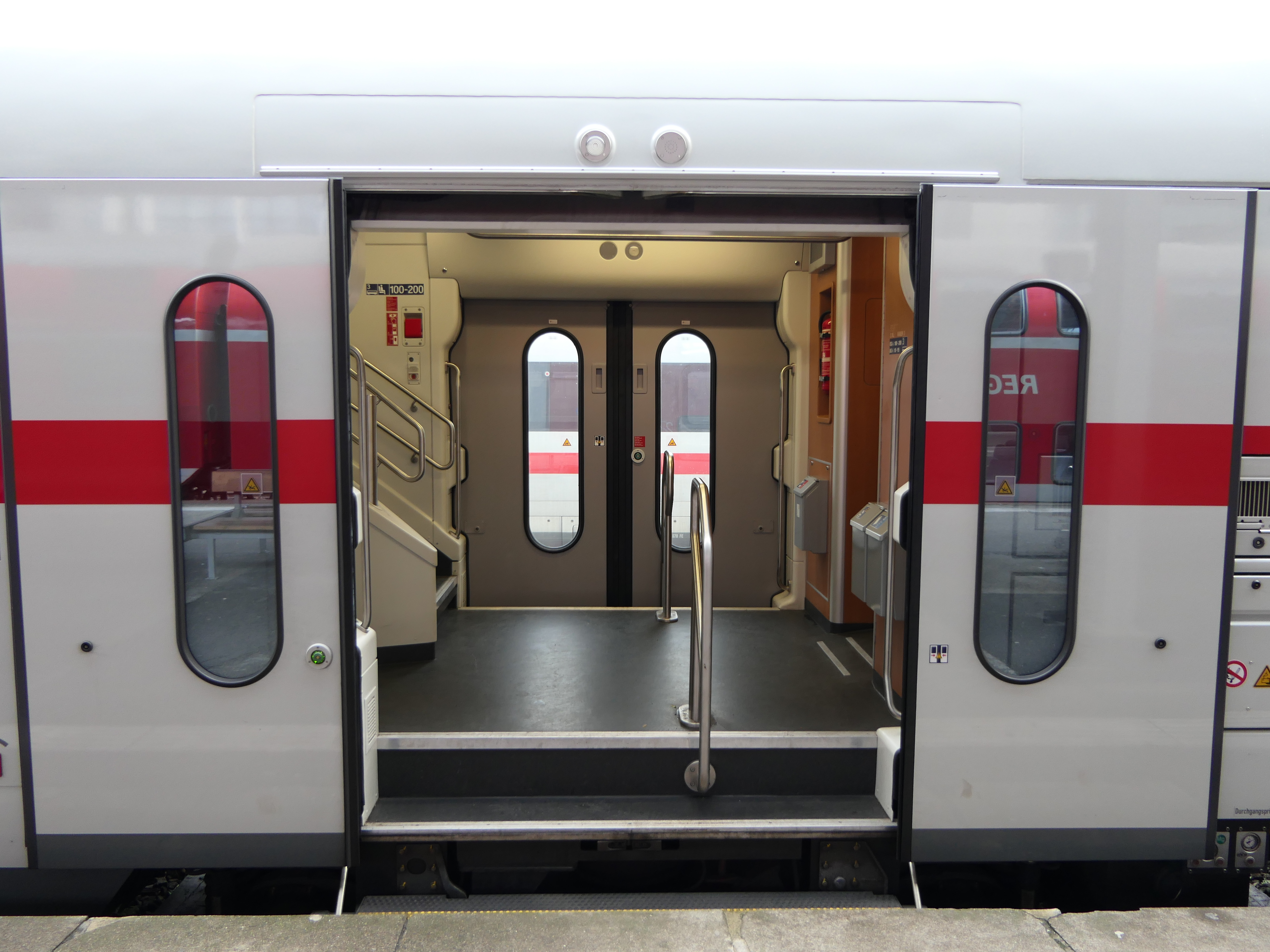
乘降区域
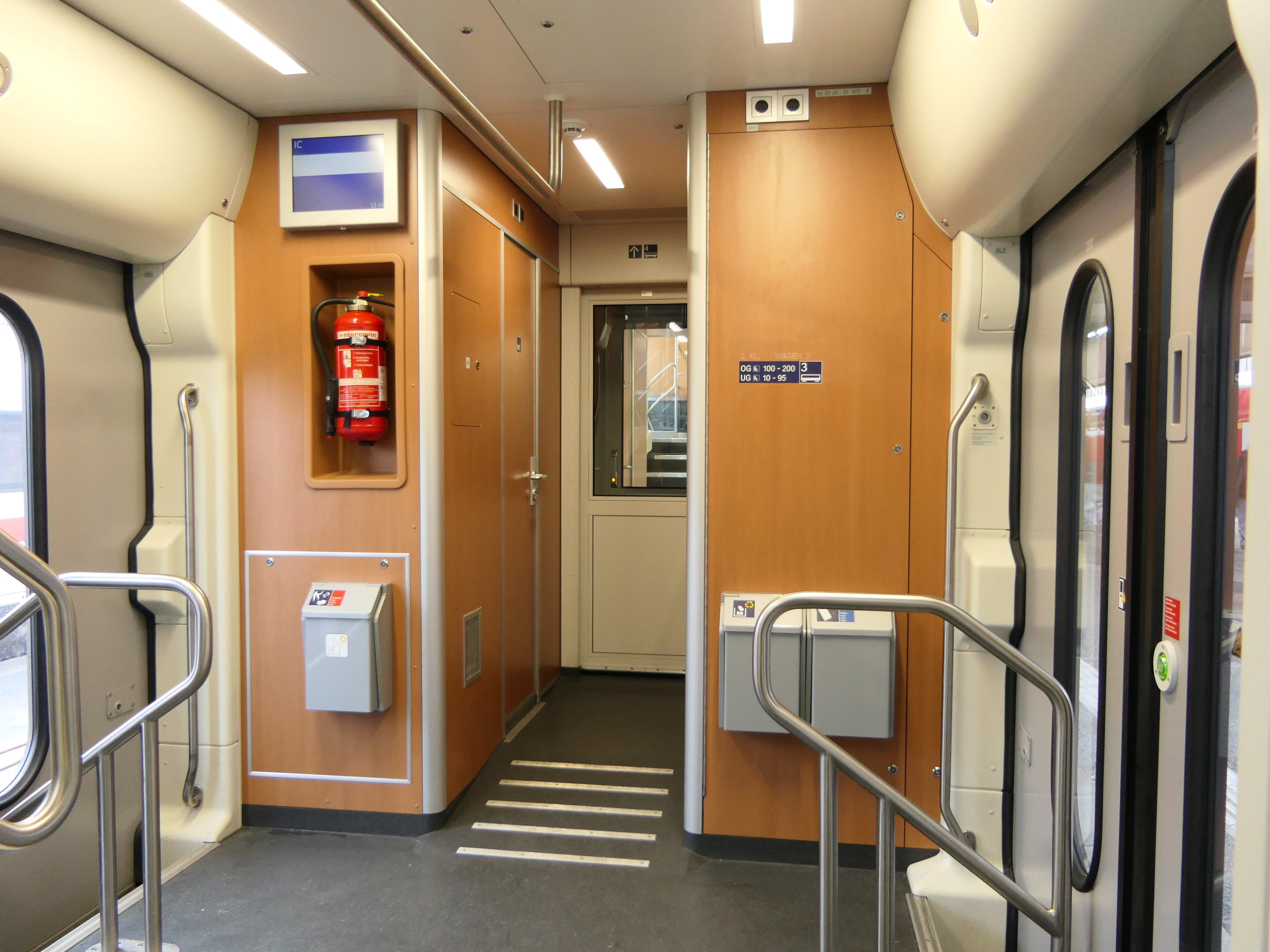
车厢连接处
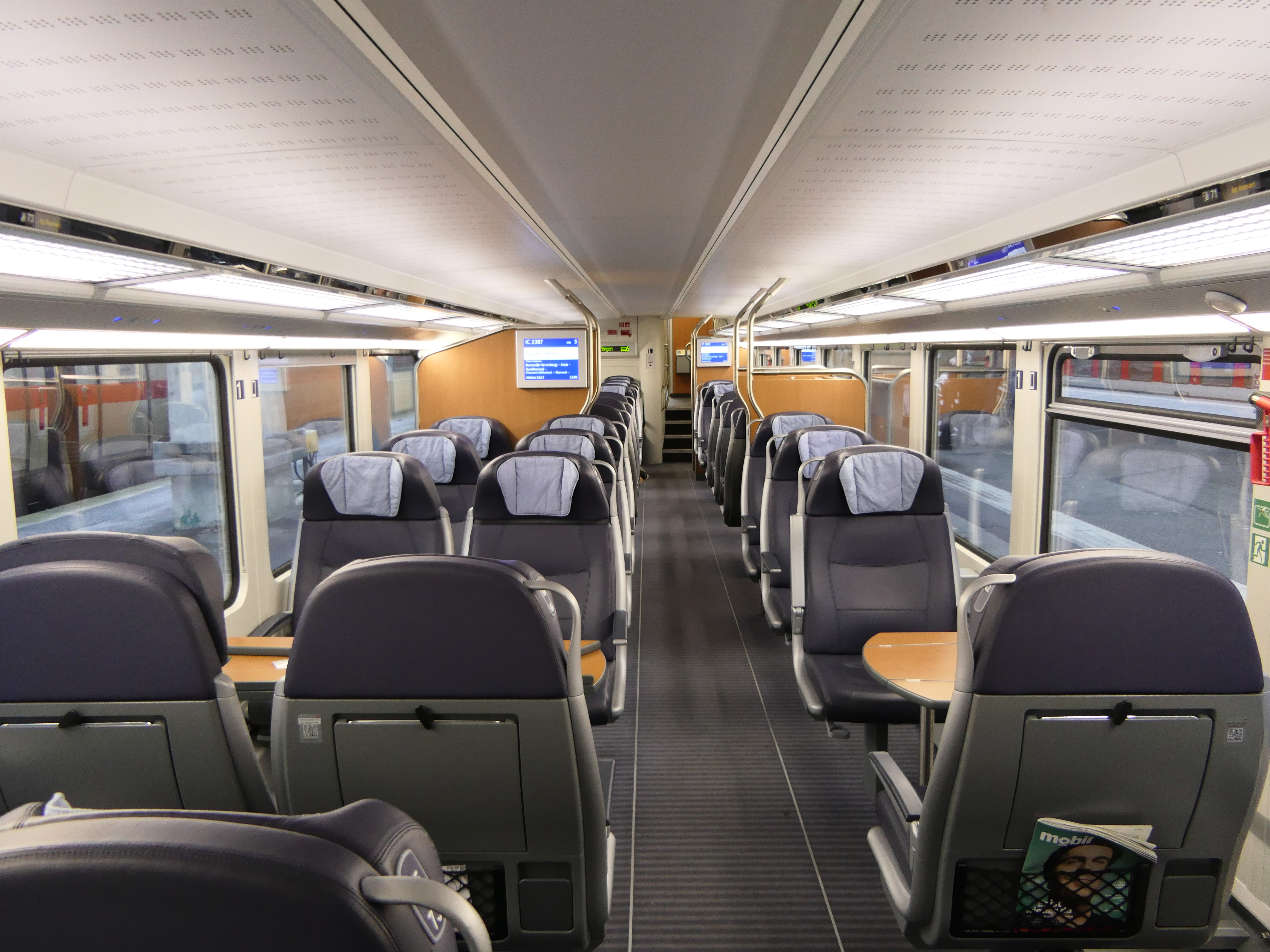
一等座下层
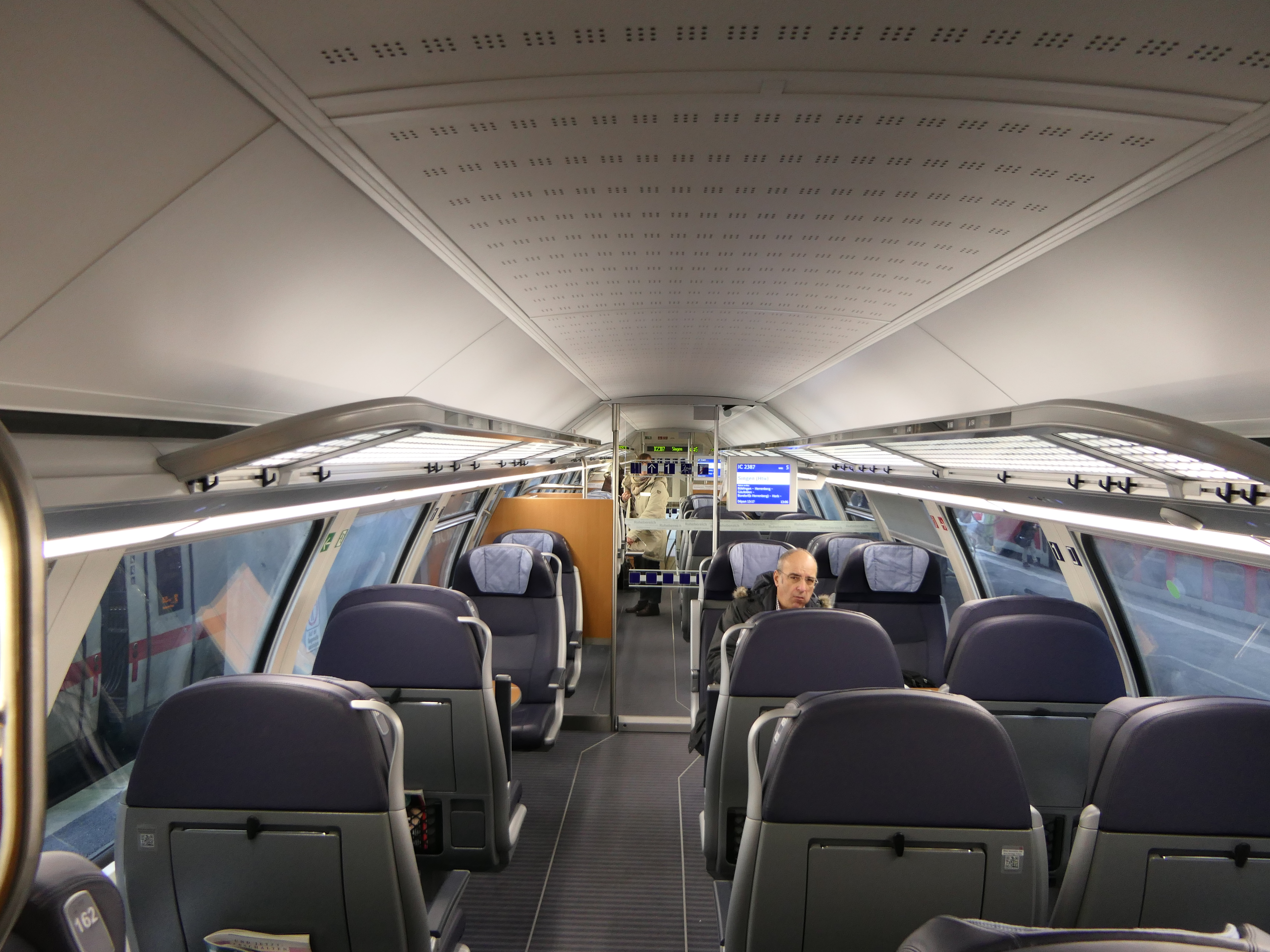
一等座上层
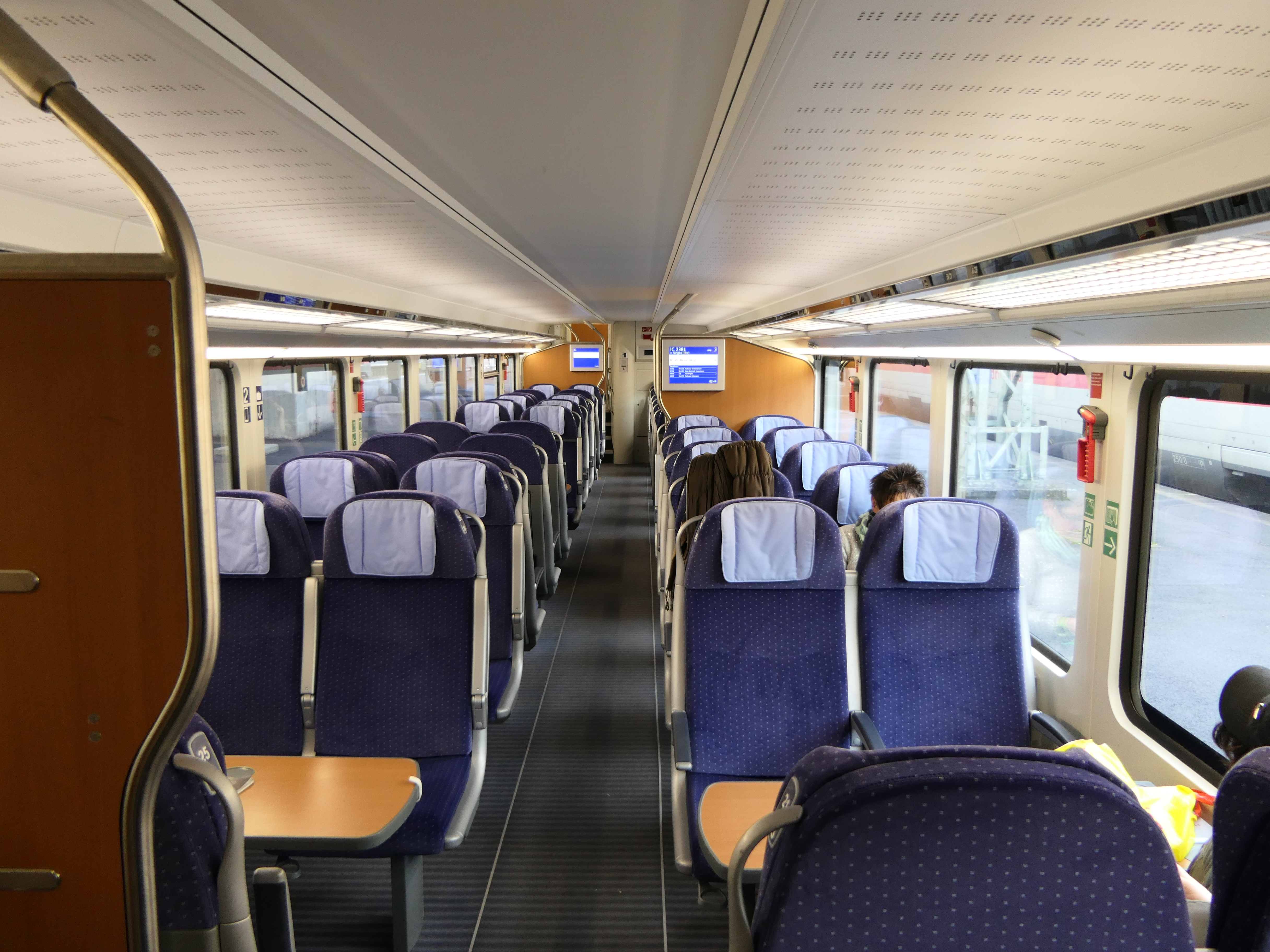
二等座下层
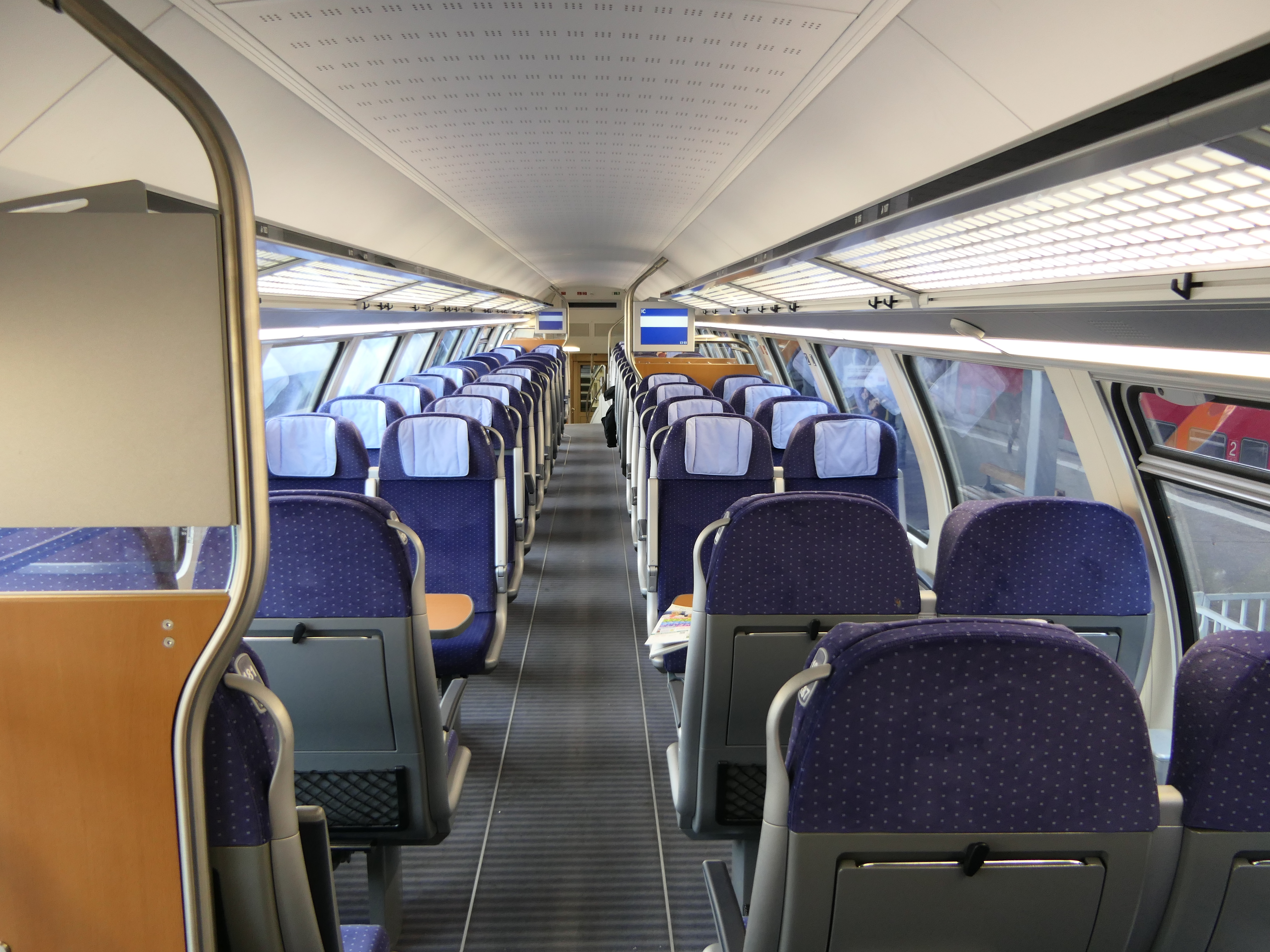
二等座上层
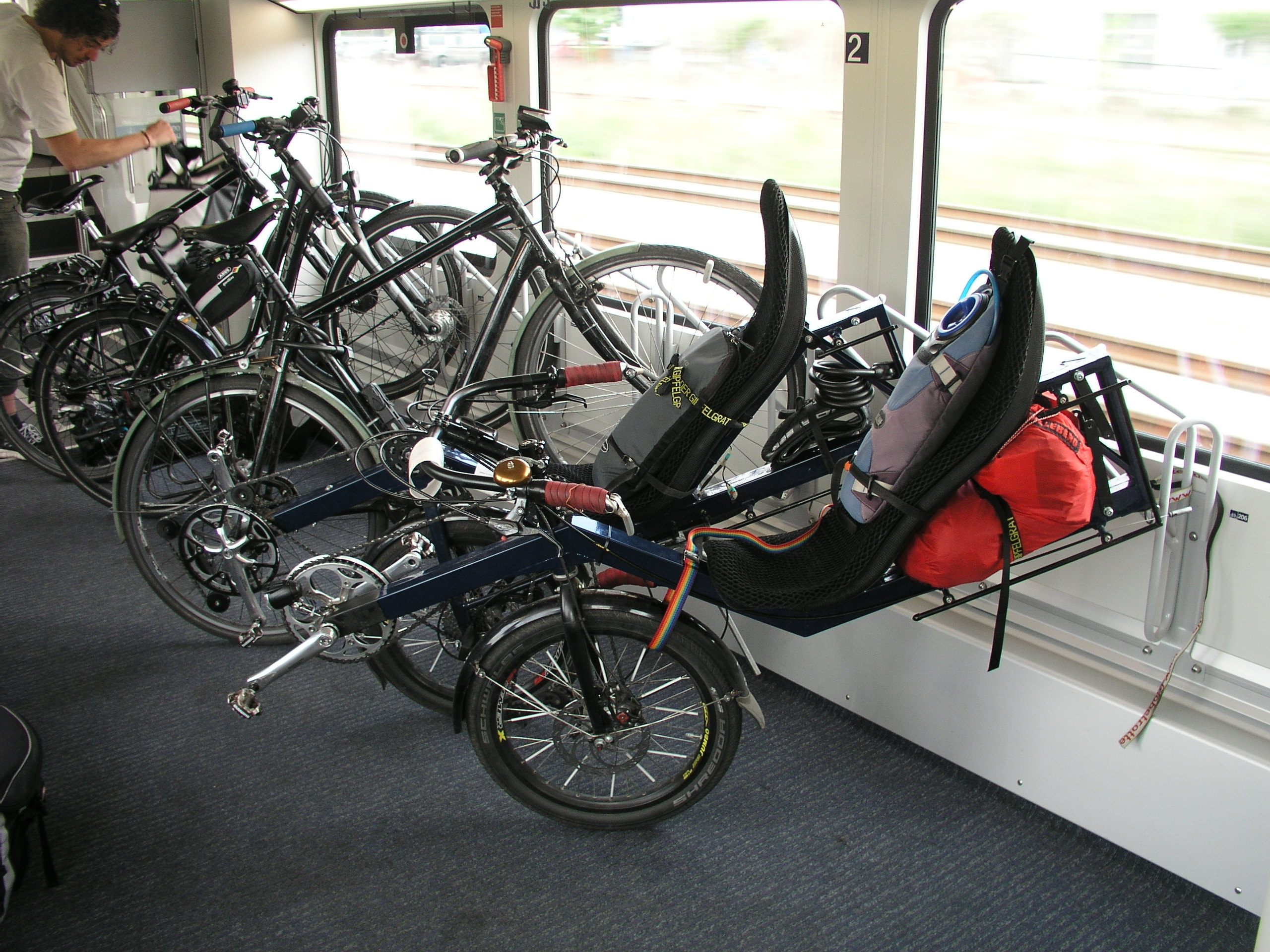
控制车的单车泊位

### 运用
在2015年12月的调图中，IC 56号线（科特布斯/莱比锡－汉诺威－诺德代希）首次使用双层城际列车——即现在的城际2型列车（IC2）运营。时至今日，这条路线仍然仅使用第一批次的车底。自2016年3月20日起，IC 35号线（科布伦茨－科隆－明斯特－诺德代希）也开始使用城际2型列车。然而，由于2016年12月起IC 55号线需要车底，因此在接下来的运行图中的使用中断了一到两年，其中自2016年9月4日起，有一对使用双层城际列车的班次一直在运行。根据运行图计划，共需要18组列车。首批5组于2016年投入运行，至2016年底已有25组投入使用。德铁长途运输订购的第一批列车将在莱比锡ICE车辆段进行保养，那里已为此进行了扩容。德铁最初曾考虑由德铁区域的子公司德铁运输（DB Verkehr GmbH）来营运双层城际列车，从而利用德铁区域所提供的双层车厢的保养能力。
在2017年5月完成试运行后，这些列车自2017年12月10日起在斯图加特和辛根之间图定运行，使用第二批次车组。由于ETCS设备是在瑞士铁路网络中使用的先决条件，而庞巴迪列车并未获得瑞士批准，因此其前往苏黎世的班次最初被推迟到2020年底，继而于2021年取消。早在2019年12月，媒体就报道了使用施泰德KISS动车组作为直通班次的替代选择。
自2021年冬季调图以来，新设立的IC 34号线（法兰克福－锡根－多特蒙德（－明斯特－诺德代希））已使用双层城际列车营运。

### 问题与批评
技术故障的积累，包括乘降门和车辆控制系统的故障，以及车辆在线路某些路段令人不快的晃动，使得有必要对第一批列车进行改进。因此，原计划于2016年2月在IC 55号线（德累斯顿－汉诺威－科隆）上使用的车辆不得不推迟到2016年12月中旬。为了减少侧倾，减振器进行了重新调整，所有轮对均采用更具圆锥形的轮廓以降低横向运动。自2016年2月19日起，IC2列车在哈勒至莱比锡-莫考之间路段的最高限速已降至120公里/小时，并通过撤销莱比锡/哈勒机场的停站作为弥补。根据联邦铁路局的说法，审批过程中的所有侧倾摆动都在允许值的范围内。媒体则报道称晃动会令乘客感到不适。
另一方面，第二批次的列车一再受到照明故障的影响。由于列车设备存在问题，IC2列车只能开往辛根，因此乘客必须换乘已获得瑞士铁路网络所批准的IC列车。在卡尔斯鲁厄－斯图加特－纽伦堡的路线上，由于第3批次车辆的软件问题，IC2列车已于2021年3月底被IC-1型列车取代。
2020年1月，德国铁路拒绝接收第三批次的25组新列车，因为事实证明自2015年以来，该车型在营运中非常容易受到故障的影响，并经常引发延误。媒体报道表明，民众对这种类型的IC2列车的看法存在较大差异。他们一方面对内饰和儿童隔间表示赞赏，另一方面则提到了行李空间不足和WLAN覆盖较低等问题。另有报刊将其形容为“一款糟糕的区域快车”。
2019年6月，德国铁路承认斯图加特－纽伦堡路线的延误和取消数量高于全国平均水平，尤其是在改用IC2列车之后。

## 施泰德KISS

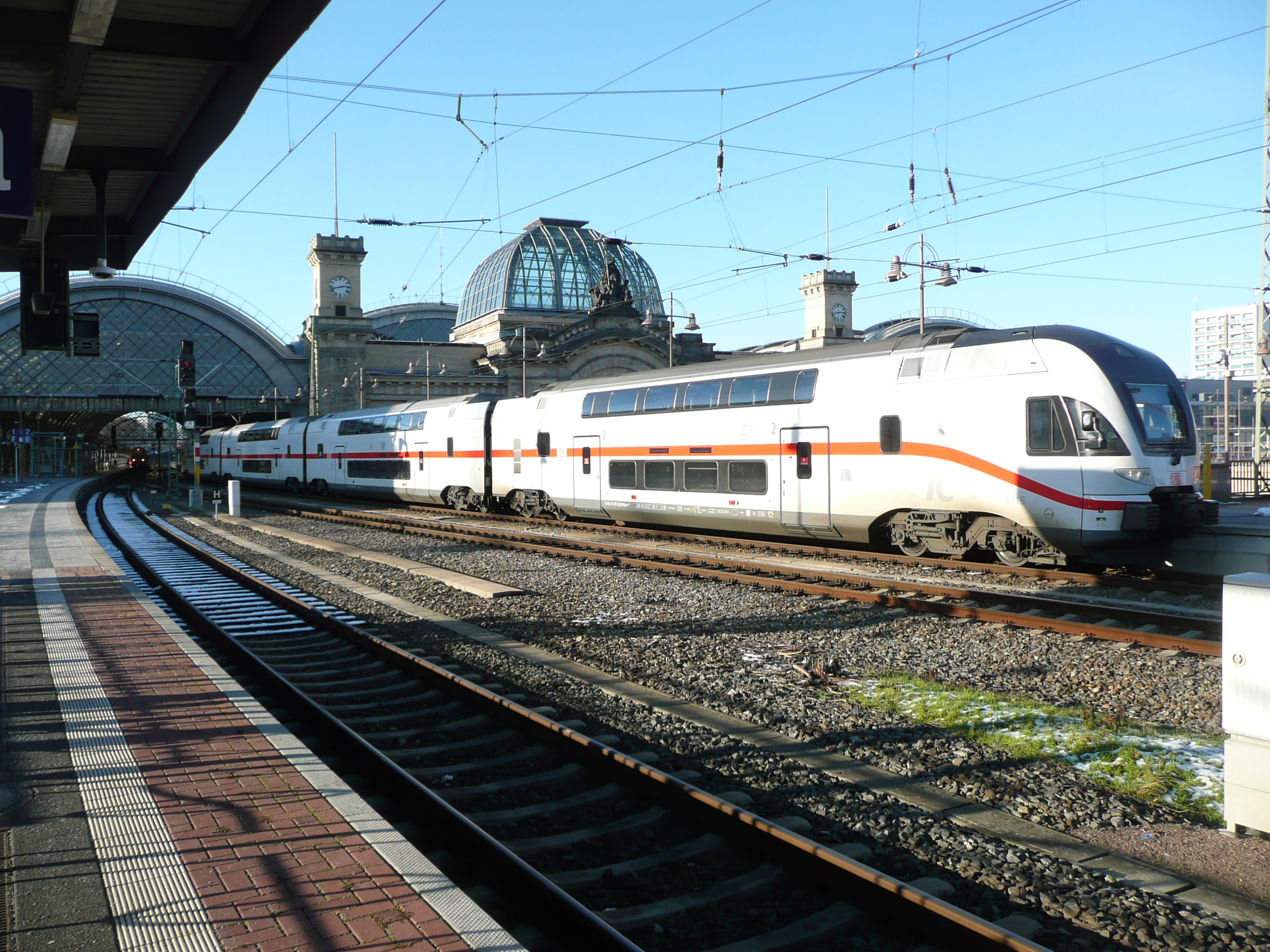
由施泰德KISS担当的一列IC2在德累斯顿火车总站

2019年，德国铁路从西部铁路购买了施泰德KISS双层动车组，并让施泰德对城际服务的内部进行了一些修改，以满足德国法规的要求。动车组采用四节编组，最高速度可达200公里/小时。该车型自2020年3月8日起在罗斯托克－柏林－德累斯顿的路线上图定运行。
德国铁路计划从2022年12月起在斯图加特至苏黎世之间的IC 87号线上使用已从西部铁路接手和改装的施泰德KISS动车组。这些计划是在更换机辆模式IC2的背景下制定的，因后者仍然没有瑞士铁路网络的适航证，因此只运行到辛根后需要转车。新的动力分散式车辆被称为“城际2K型列车”。

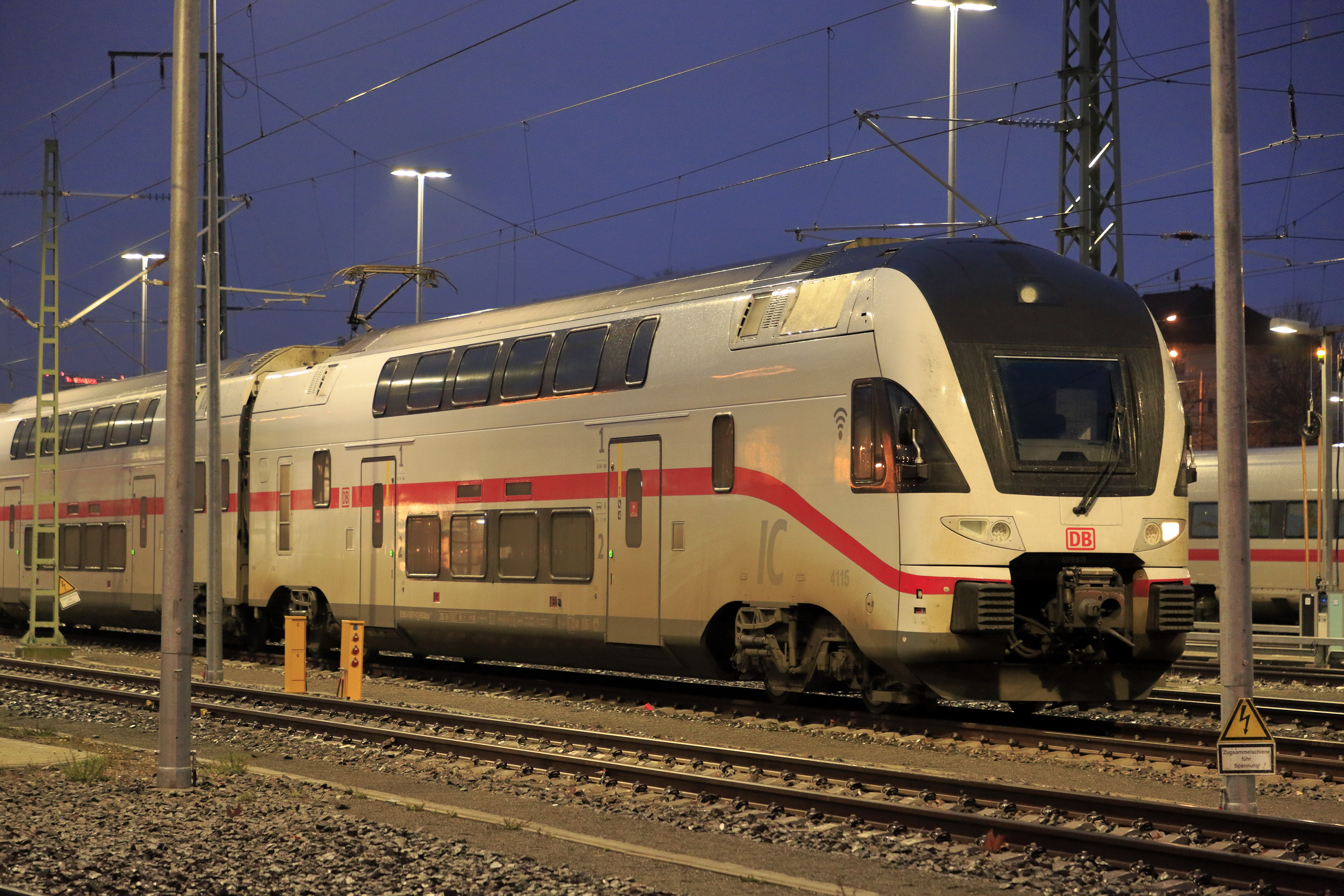
施泰德KISS动车组在莱比锡
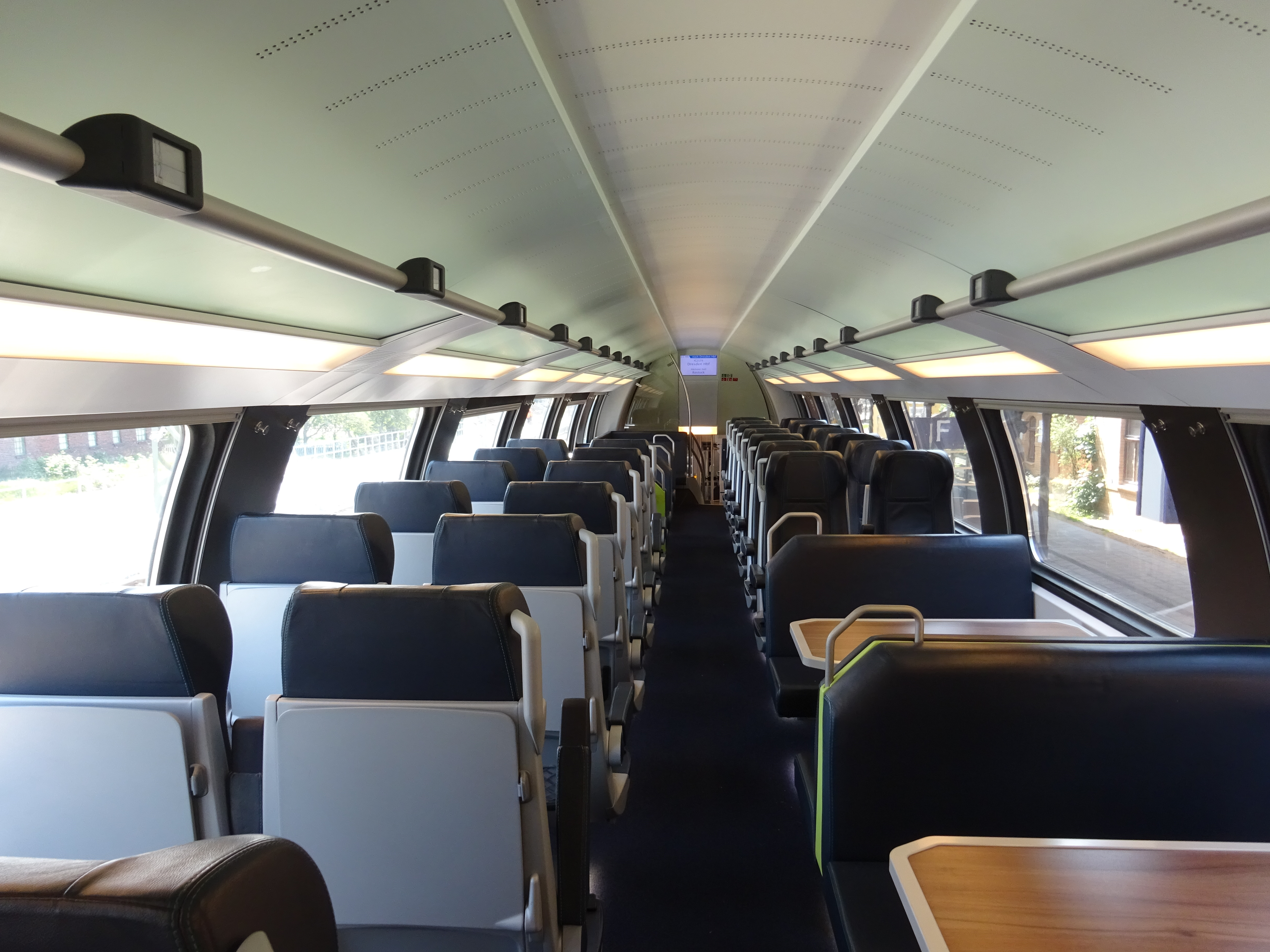
二等座上层
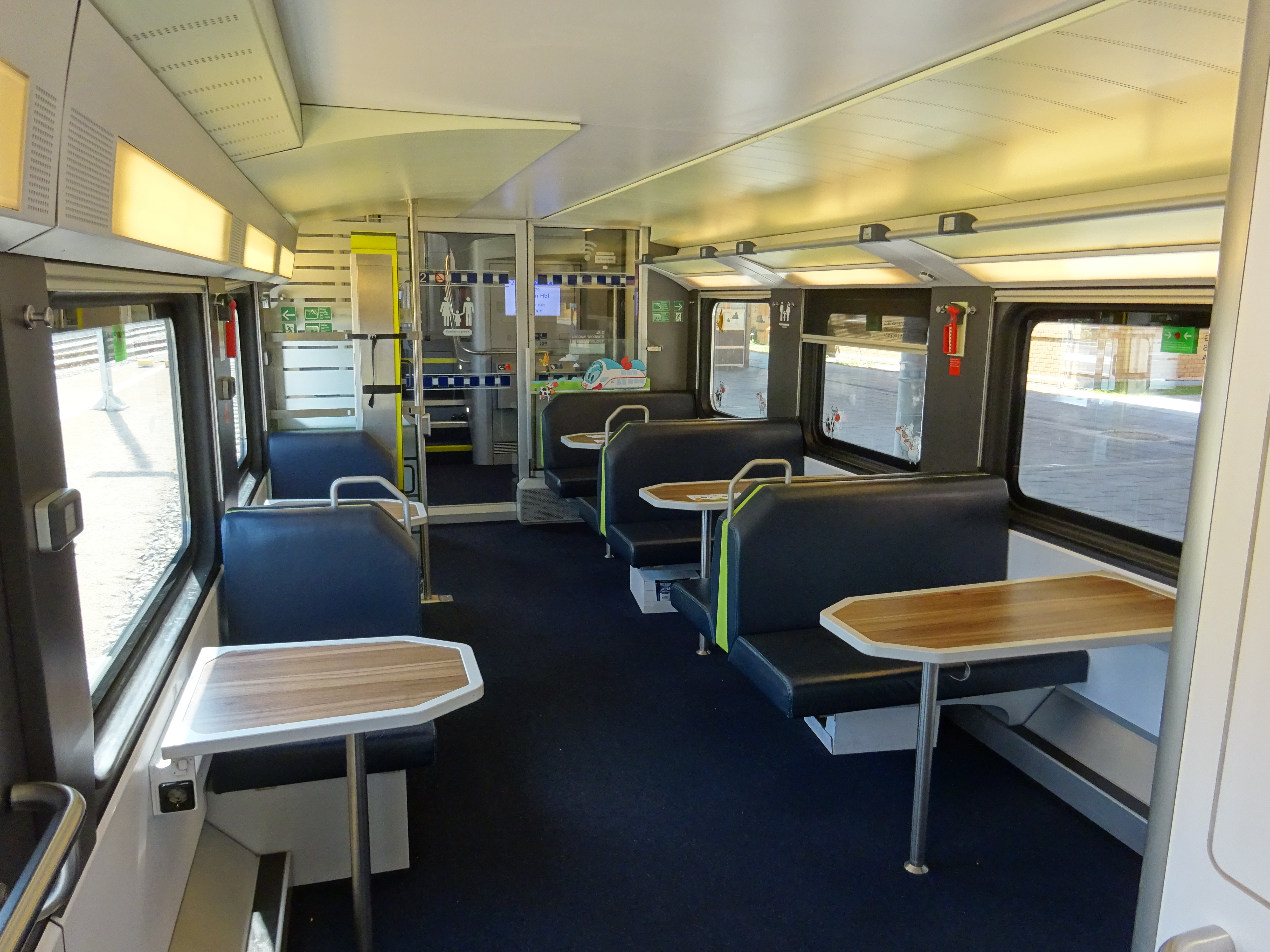
家庭区域
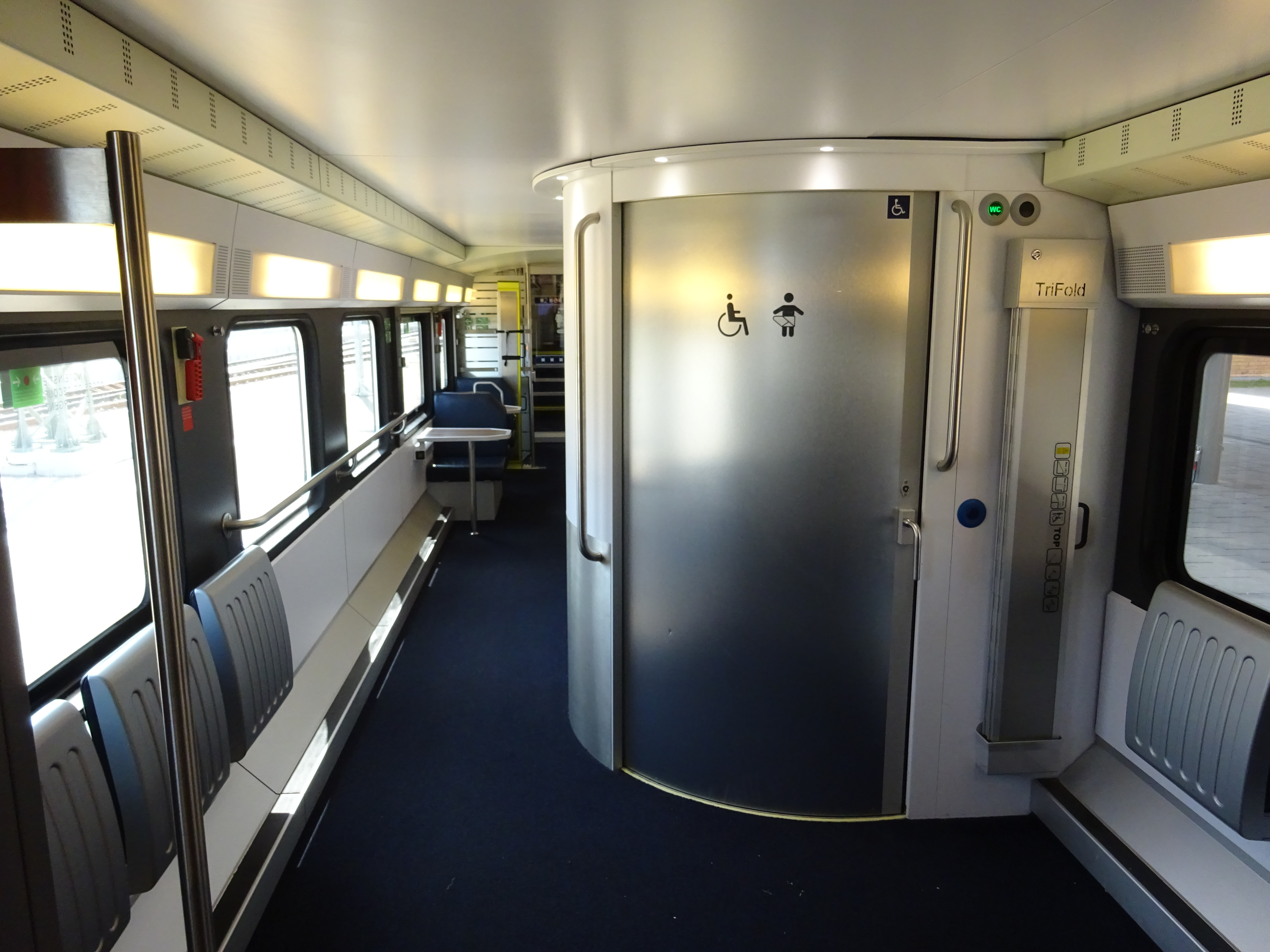
无障碍厕所

## 当前及规划运用
| IC路线 | 经由                                                                                   | （规划） 运用 | 频率                                     | 备注 |
| ------ | -------------------------------------------------------------------------------------- | ------------- | ---------------------------------------- | --- |
| IC 17  | 德累斯顿 － 柏林 － 罗斯托克 － 瓦尔内明德                                             | 营运中        | 两小时1班                                | 使用施泰德KISS动车组 |
| IC 17  | 维也纳 － 帕绍 － 纽伦堡 － 耶拿 － 莱比锡 － 柏林 － 罗斯托克 － 瓦尔内明德           | 营运中        | 个别夜间班次                             | 同时驶入为施泰德KISS而设的维也纳维修中心 |
| IC 34  | （诺德代希防波堤 –）明斯特 － 哈姆 － 多特蒙德/翁纳 － 锡根 － 法兰克福（－ 斯图加特） | 营运中        | 两小时1班                                | 一对班次至诺德代希始发及终到，一班列车早晨从斯图加特始发。根据斯图加特21 的建设进度，该线路计划延伸至达姆施塔特、海德堡和卡尔斯鲁厄。               |
| IC 35  | （诺德代希防波堤 –）埃姆登 － 明斯特 － 杜塞尔多夫 － 科隆 （－ 科布伦茨）             | 营运中        | 两小时1班                                | |
| IC 55  | 德累斯顿 － 莱比锡 － 汉诺威 － 科隆 － 科布伦茨 － 曼海姆 － 斯图加特                 | 营运中        | 两小时1班                                | 科隆－斯图加特自2022年12月起开通 |
| IC 56  | 莱比锡 － 马格德堡 － 汉诺威 － 诺德代希                                               | 营运中        | 两小时1班                                | 参考线，诺德代希－科特布斯间开行有一对班次 |
| IC 61  | 卡尔斯鲁厄 － 纽伦堡                                                                   | 营运中        | 两小时1班                                | [ 58 ] |
| IC 87  | 斯图加特 － 辛根 （－ 苏黎世）                                                         | 至辛根 营运中 | 两小时1班 （通过SBB列车加密至每小时1班） | 通过经改造的施泰德KISS动车组取代机辆模式列车规划至苏黎世                                                                                            |
| IC 65  | 柏林 － 德累斯顿 － 霍夫 － 雷根斯堡 － 慕尼黑                                         |               | –                                        | 最快在霍夫和雷根斯堡之间的铁路电气化之后开行 |
| IC 66  | 班贝格 － 维尔茨堡 － 斯图加特 － 蒂宾根                                               | 2028年        | –                                        | |
| IC 62  | 萨尔布吕肯 － 斯图加特 － 林道                                                         | 2029年        | –                                        | |
| IC 61  | 莱比锡 － 耶拿 － 班贝格 － 纽伦堡 － 卡尔斯鲁厄                                       | 2030年        | –                                        | 两小时1班，在2018/2019年运行图中已开行个别班次 |
| IC 51  | 开姆尼茨 － 格拉 － 埃尔福特 － 卡塞尔 － 帕德博恩 － 多特蒙德 － 杜塞尔多夫           | 2032          | –                                        | 最快在魏玛和格斯尼茨之间的铁路电气化之后开行。当前有一对班次逢周五/周六在莱比锡－魏玛－埃尔福特－卡塞尔－帕德博恩－多特蒙德－杜塞尔多夫－科隆间开行 |

## 车辆列表
| 批次                                                                     | 车辆 编号 | 控制车 编号 | 本务机车 编号 | 命名 备注 事故 |
| ------------------------------------------------------------------------ | --------- | ----------- | ------------- | --- |
| 第一批次 （27组列车及27台机车）                                          | 2850      | 86-81 850   | 146 554       | 自2021年5月起没有指定机车 |
| 第一批次 （27组列车及27台机车）                                          | 2851      | 86-81 851   | 146 567       | |
| 第一批次 （27组列车及27台机车）                                          | 2852      | 86-81 852   | 146 574       | |
| 第一批次 （27组列车及27台机车）                                          | 2853      | 86-81 853   | 146 551       | 萨克森小瑞士国家公园号 |
| 第一批次 （27组列车及27台机车）                                          | 2854      | 86-81 854   | 146 562       | |
| 第一批次 （27组列车及27台机车）                                          | 2855      | 86-81 855   | 146 568       | |
| 第一批次 （27组列车及27台机车）                                          | 2856      | 86-81 856   | 146 569       | |
| 第一批次 （27组列车及27台机车）                                          | 2857      | 86-81 857   | 146 576       | |
| 第一批次 （27组列车及27台机车）                                          | 2858      | 86-81 858   | 146 577       | |
| 第一批次 （27组列车及27台机车）                                          | 2859      | 86-81 859   | 146 566       | |
| 第一批次 （27组列车及27台机车）                                          | 2860      | 86-81 860   | 146 558       | |
| 第一批次 （27组列车及27台机车）                                          | 2861      | 86-81 861   | 146 573       | 自2021年5月起没有指定机车 |
| 第一批次 （27组列车及27台机车）                                          | 2862      | 86-81 862   | 146 570       | |
| 第一批次 （27组列车及27台机车）                                          | 2863      | 86-81 863   | 146 561       | |
| 第一批次 （27组列车及27台机车）                                          | 2864      | 86-81 864   | 146 552       | |
| 第一批次 （27组列车及27台机车）                                          | 2865      | 86-81 865   | 146 565       | 雷姆斯河谷号 2021年6月至7月由146 554号机车担当本务 |
| 第一批次 （27组列车及27台机车）                                          | 2866      | 86-81 866   | 146 564       | 2021年4月至5月由146 573号机车担当本务 |
| 第一批次 （27组列车及27台机车）                                          | 2867      | 86-81 867   | 146 556       | |
| 第一批次 （27组列车及27台机车）                                          | 2868      | 86-81 868   | 146 553       | 下萨克森瓦登海国家公园号 |
| 第一批次 （27组列车及27台机车）                                          | 2869      | 86-81 869   | 146 559       | |
| 第一批次 （27组列车及27台机车）                                          | 2870      | 86-81 870   | 146 560       | |
| 第一批次 （27组列车及27台机车）                                          | 2871      | 86-81 871   | 146 555       | 莱比锡新湖区号 |
| 第一批次 （27组列车及27台机车）                                          | 2872      | 86-81 872   | 146 557       | |
| 第一批次 （27组列车及27台机车）                                          | 2873      | 86-81 873   | 146 572       | |
| 第一批次 （27组列车及27台机车）                                          | 2874      | 86-81 874   | 146 571       | 上内卡号 本务146 571号机车在德绍车辆段进行保养时脱轨并损毁。车组当前已停用。 |
| 第一批次 （27组列车及27台机车）                                          | 2875      | 86-81 875   | 146 563       | 马格德堡低原号 |
| 第一批次 （27组列车及27台机车）                                          | 2876      | 86-81 876   | 146 575       | |
| 第二批次 2877–2893的编号于2019年变更为4877–4893号 （42组列车及42台机车） | 4877      | 86-81 877   | 147 580       | |
| 第二批次 2877–2893的编号于2019年变更为4877–4893号 （42组列车及42台机车） | 4878      | 86-81 878   | 147 570       | |
| 第二批次 2877–2893的编号于2019年变更为4877–4893号 （42组列车及42台机车） | 4879      | 86-81 879   | 147 571       | |
| 第二批次 2877–2893的编号于2019年变更为4877–4893号 （42组列车及42台机车） | 4880      | 86-81 880   | 147 579       | |
| 第二批次 2877–2893的编号于2019年变更为4877–4893号 （42组列车及42台机车） | 4881      | 86-81 881   | 147 561       | 由搭载瑞士适航包的第二批次机车牵引 |
| 第二批次 2877–2893的编号于2019年变更为4877–4893号 （42组列车及42台机车） | 4882      | 86-81 882   | 147 554       | 由搭载瑞士适航包的第二批次机车牵引 |
| 第二批次 2877–2893的编号于2019年变更为4877–4893号 （42组列车及42台机车） | 4883      | 86-81 883   | 147 557       | 由搭载瑞士适航包的第二批次机车牵引 |
| 第二批次 2877–2893的编号于2019年变更为4877–4893号 （42组列车及42台机车） | 4884      | 86-81 884   | 147 553       | 由搭载瑞士适航包的第二批次机车牵引 |
| 第二批次 2877–2893的编号于2019年变更为4877–4893号 （42组列车及42台机车） | 4885      | 86-81 885   | 147 559       | 由搭载瑞士适航包的第二批次机车牵引 |
| 第二批次 2877–2893的编号于2019年变更为4877–4893号 （42组列车及42台机车） | 4886      | 86-81 886   | 147 562       | 由搭载瑞士适航包的第二批次机车牵引 |
| 第二批次 2877–2893的编号于2019年变更为4877–4893号 （42组列车及42台机车） | 4887      | 86-81 887   | 147 563       | 由搭载瑞士适航包的第二批次机车牵引 |
| 第二批次 2877–2893的编号于2019年变更为4877–4893号 （42组列车及42台机车） | 4888      | 86-81 888   | 147 564       | 由搭载瑞士适航包的第二批次机车牵引 |
| 第二批次 2877–2893的编号于2019年变更为4877–4893号 （42组列车及42台机车） | 4889      | 86-81 889   | 147 565       | 由搭载瑞士适航包的第二批次机车牵引 2020年1月23日，该车组担当IC 2382次列车期间，行至霍尔布车站入口处发生三节中部车厢脱线。事件并未造成人员伤亡，但脱线车辆受到轻微损坏。列车通过起重机重新上轨。 |
| 第二批次 2877–2893的编号于2019年变更为4877–4893号 （42组列车及42台机车） | 4890      | 86-81 890   | 147 552       | 由搭载瑞士适航包的第二批次机车牵引 |
| 第二批次 2877–2893的编号于2019年变更为4877–4893号 （42组列车及42台机车） | 4891      | 86-81 891   | 147 566       | 由搭载瑞士适航包的第二批次机车牵引 |
| 第二批次 2877–2893的编号于2019年变更为4877–4893号 （42组列车及42台机车） | 4892      | 86-81 892   | 147 551       | 由搭载瑞士适航包的第二批次机车牵引 |
| 第二批次 2877–2893的编号于2019年变更为4877–4893号 （42组列车及42台机车） | 4893      | 86-81 893   | 147 567       | 由搭载瑞士适航包的第二批次机车牵引 |
| 第二批次 2877–2893的编号于2019年变更为4877–4893号 （42组列车及42台机车） | 4894      | 86-81 894   | 147 569       | 曾于2019年10月至11月由第二批次的147 558号机车牵引在瑞士进行ETCS验证运行 |
| 第二批次 2877–2893的编号于2019年变更为4877–4893号 （42组列车及42台机车） | 4895      | 86-81 895   | 147 568       | 由搭载瑞士适航包的第二批次机车牵引 |
| 第二批次 2877–2893的编号于2019年变更为4877–4893号 （42组列车及42台机车） | 4896      | 86-81 896   | 147 558       | 曾于2019年10月至11月由第二批次的147 560号机车牵引在瑞士进行ETCS验证运行 |
| 第二批次 2877–2893的编号于2019年变更为4877–4893号 （42组列车及42台机车） | 4897      | 86-81 897   | 147 560       | 曾于2022年4月至5月由147 592号机车牵引进行重联试运行 |
| 第二批次 2877–2893的编号于2019年变更为4877–4893号 （42组列车及42台机车） | 4898      | 86-81 898   | 147 581       | 兰河谷号 |
| 第二批次 2877–2893的编号于2019年变更为4877–4893号 （42组列车及42台机车） | 4899      | 86-81 899   | 147 572       | |
| 第二批次 2877–2893的编号于2019年变更为4877–4893号 （42组列车及42台机车） | 4900      | 86-81 900   | 147 573       | |
| 第二批次 2877–2893的编号于2019年变更为4877–4893号 （42组列车及42台机车） | 4901      | 86-81 901   | 147 574       | |
| 第二批次 2877–2893的编号于2019年变更为4877–4893号 （42组列车及42台机车） | 4902      | 86-81 902   | 147 575       | |
| 第二批次 2877–2893的编号于2019年变更为4877–4893号 （42组列车及42台机车） | 4903      | 86-81 903   | 147 576       | |
| 第二批次 2877–2893的编号于2019年变更为4877–4893号 （42组列车及42台机车） | 4904      | 86-81 904   | 147 577       | |
| 第二批次 2877–2893的编号于2019年变更为4877–4893号 （42组列车及42台机车） | 4905      | 86-81 905   | 147 578       | |
| 第二批次 2877–2893的编号于2019年变更为4877–4893号 （42组列车及42台机车） | 4906      | 86-81 906   | 147 589       | |
| 第二批次 2877–2893的编号于2019年变更为4877–4893号 （42组列车及42台机车） | 4907      | 86-81 907   | 147 585       | |
| 第二批次 2877–2893的编号于2019年变更为4877–4893号 （42组列车及42台机车） | 4908      | 86-81 908   | 147 588       | |
| 第二批次 2877–2893的编号于2019年变更为4877–4893号 （42组列车及42台机车） | 4909      | 86-81 909   | 147 582       | 曾于2022年4月至5月进行重联试运行 |
| 第二批次 2877–2893的编号于2019年变更为4877–4893号 （42组列车及42台机车） | 4910      | 86-81 910   | 147 584       | |
| 第二批次 2877–2893的编号于2019年变更为4877–4893号 （42组列车及42台机车） | 4911      | 86-81 911   | 147 583       | |
| 第二批次 2877–2893的编号于2019年变更为4877–4893号 （42组列车及42台机车） | 4912      | 86-81 912   | 147 586       | |
| 第二批次 2877–2893的编号于2019年变更为4877–4893号 （42组列车及42台机车） | 4913      | 86-81 913   | 147 587       | |
| 第二批次 2877–2893的编号于2019年变更为4877–4893号 （42组列车及42台机车） | 4914      | 86-81 914   | 147 590       | |
| 第二批次 2877–2893的编号于2019年变更为4877–4893号 （42组列车及42台机车） | 4915      | 86-81 915   |               | |
| 第二批次 2877–2893的编号于2019年变更为4877–4893号 （42组列车及42台机车） | 4916      | 86-81 916   |               | |
| 第二批次 2877–2893的编号于2019年变更为4877–4893号 （42组列车及42台机车） | 4917      | 86-81 917   |               | |
| 第二批次 2877–2893的编号于2019年变更为4877–4893号 （42组列车及42台机车） | 4918      | 86-81 918   |               | |
| 施泰德KISS 2 六节编组 （8列动车组）                                      | 4101      | 4010 001    | 4010 001      | |
| 施泰德KISS 2 六节编组 （8列动车组）                                      | 4102      | 4010 002    | 4010 002      | 申布赫自然公园号 |
| 施泰德KISS 2 六节编组 （8列动车组）                                      | 4103      | 4010 003    | 4010 003      | 阿尔高号 |
| 施泰德KISS 2 六节编组 （8列动车组）                                      | 4104      | 4010 004    | 4010 004      | |
| 施泰德KISS 2 六节编组 （8列动车组）                                      | 4105      | 4010 005    | 4010 005      | |
| 施泰德KISS 2 六节编组 （8列动车组）                                      | 4106      | 4010 006    | 4010 006      | |
| 施泰德KISS 2 六节编组 （8列动车组）                                      | 4107      | 4010 007    | 4010 007      | |
| 施泰德KISS 2 六节编组 （8列动车组）                                      | 4108      | 4010 008    | 4010 008      | |
| 施泰德KISS 2 四节编组 （9列动车组）                                      | 4109      | 4110 009    | 4110 009      | |
| 施泰德KISS 2 四节编组 （9列动车组）                                      | 4110      | 4110 010    | 4110 010      | |
| 施泰德KISS 2 四节编组 （9列动车组）                                      | 4111      | 4110 011    | 4110 011      | 高号 |
| 施泰德KISS 2 四节编组 （9列动车组）                                      | 4112      | 4110 012    | 4110 012      | 西部铁路涂装的试验车辆，用于测试新的ETCS设备和延长至六节编组 |
| 施泰德KISS 2 四节编组 （9列动车组）                                      | 4113      | 4110 013    | 4110 013      | |
| 施泰德KISS 2 四节编组 （9列动车组）                                      | 4114      | 4110 014    | 4110 014      | 德累斯顿易北兰号 |
| 施泰德KISS 2 四节编组 （9列动车组）                                      | 4115      | 4110 015    | 4110 015      | |
| 施泰德KISS 2 四节编组 （9列动车组）                                      | 4116      | 4110 016    | 4110 016      | |
| 施泰德KISS 2 四节编组 （9列动车组）                                      | 4117      | 4110 017    | 4110 017      | 梅克伦堡东海岸号 |